# Illa Killiniq
L'illa Killiniq és una de les illes deshabitades de l'Arxipèlag Àrtic Canadenc, al sud-est de Nunavut, Canadà. Situada a l'extrem nord de Labrador, entre la badia d'Ungava i el estret de Davis, destaca pel fet que conté l'única frontera terrestre entre Nunavut i Terranova i Labrador. Té una superfície de 269 km² i un perímetres de 196 km.
El punt més septentrional de Terranova i Labrador és el cap Chidley, que es troba en aquesta illa. La massa terrestre identificable més gran són les muntanyes Torngat, que formen part de la Serralada Àrtica, que van del nord al sud de l'illa.
Fins a 1978 hi va existir una comunitat inuit, coneguda pels europeus des de 1569 i ja documentada en el mapa de Mercator, una estació meteorològica, una estació de ràdio de la Guàrdia Costanera del Canadà, una base comercial, una estació pesquera, diverses missions, i una base de la Policia Muntada del Canadà, entre d'altres serveis, però aquell any tot va ser evacuat pel govern dels Territoris del Nord-oest. L'assentament, també anomenat Killiniq, es trobava al que ara és el costat de Nunavut de l'illa, que forma part de la regió de Qikiqtaaluk.